# باشگاه فوتبال رومزی تاون
باشگاه فوتبال رومزی تاون (به انگلیسی: Romsey Town Football Club) یک باشگاه فوتبال در شهر رومزی، کشور انگلستان است که در سال ۱۸۸۶ میلادی تأسیس شده‌است.